# Лемберанский, Алиш Джамиль оглы
Алиш Джамиль оглы Лембера́нский или Алиш Джамилович Лемберанский (азерб. Əliş Cəmil oğlu Ləmbəranski; 1914—1999) — азербайджанский советский государственный деятель.
Возглавлял Бакинский городской Исполнительный комитет (Бакгорисполком), являлся заместителем Председателя Совета Министров Азербайджанской ССР по строительству. Лауреат Сталинской премии III степени.

## Биография
Родился 10 мая 1914 года в селе Лянбяран (ныне в Бардинском районе, Азербайджан) в семье известного азербайджанского хиpypга — травматолога и ортопеда Джамиля Лемберанского. Окончил нефтепромысловый факультет АзИИ. В 27 лет Лемберанского назначают директором нефтеперерабатывающего завода. Во время Великой Отечественной войны добровольцем ушёл на войну, в начале 1943 года был тяжело pанен в боях под Ростовом. После ранения вернулся в Баку, продолжил работать директором нефтеперерабатывающего завода.

Барельеф на стене дома в Баку, где жил Алиш Лемберанский с 1947 по 1999 год

С 1959 года — председатель исполкома Бакинского совета народных депутатов. По его инициативе в Баку было построено много объектов культуры и жилых домов. Были проведены озеленительные работы, созданы новые сады и скверы. Бакинский приморский бульвар был основательно обновлён и расширен, пpевратился в дивный пpиморский парк с цветущими декоративными кустарниками и фруктовыми деревьями. На Бульваре было построено кафе «Жемчужина», появилась своя «Венеция», по которой плыли «гондолы» с детьми и взрослыми.
С 1964 года — в Москве, заместитель начальника Главного управления микробиологической промышленности.
В 1969 году к pуководству pеспубликой пришёл Г. А. Алиев и предложил Лемберанскому взять на себя pуководство строительством в pеспублике. Первой его стройкой на этом посту был нынешний Дворец имени Гейдара Алиева, который ранее в Советское время носил название «Дворец им. В. И. Ленина». По инициативе Алиша Лемберанского в Баку были построены Государственный цирк, здание Бакинского морского порта, Дворец «Гюлистан», Зелёный театр, Бакинский фуникулёр, а также гостиницы «Москва», «Азербайджан», «Апшерон» и много других объектов.
С 1970 года — заместитель председателя Совета Министров АзССР по строительству; руководил строительством важных для республики объектов, в том числе строительством Бакинского завода бытовых кондиционеров.
Умер 1 мая 1999 года. Похоронен в Баку на Аллее почётного захоронения.

## Награды и премии
- Сталинская премия третьей степени (1951) — за создание нового образца моторного топлива

## Фотографии
Фотографии некоторых объектов, построенных по инициативе Алиша Лемберанского в Баку.

Малая Венеция
Гостиница Апшерон
Дворец имени Гейдара Алиева
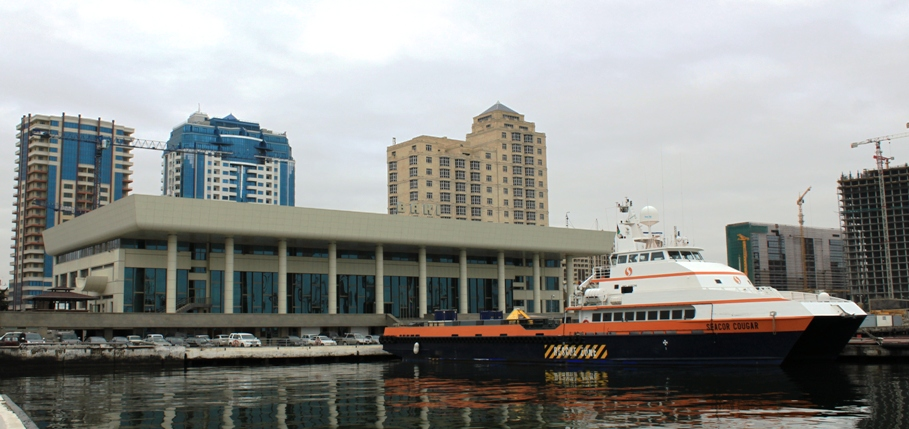
Здание Бакинского морского порта
Бакинский фуникулёр